# Igor Volke

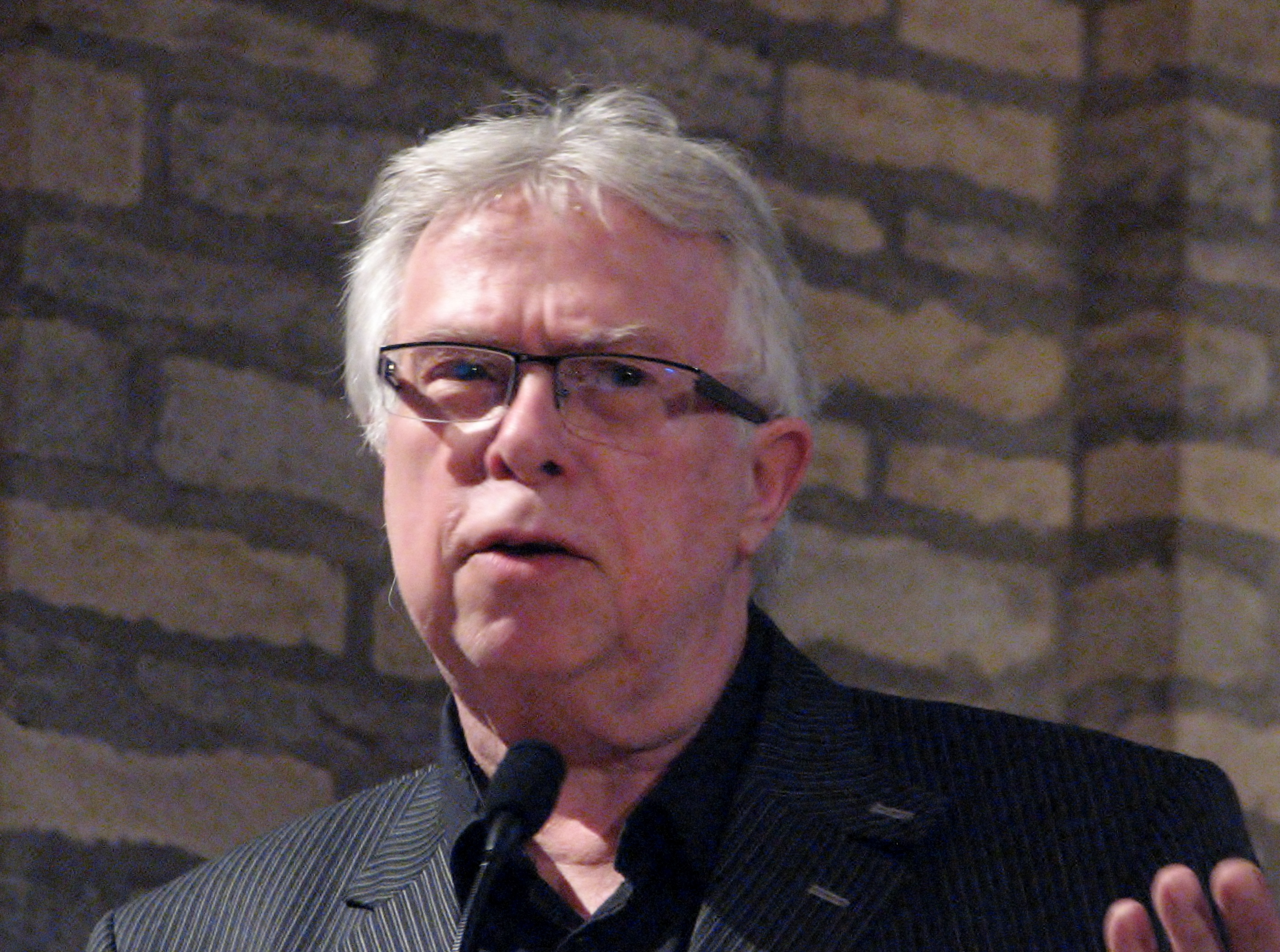
Ảnh chụp Igor Volke năm 2014

Igor Volke (sinh ngày 19 tháng 1 năm 1950 tại Jõgeva, Estonia) là một nhà UFO học và nhà nghiên cứu về hiện tượng dị thường môi trường người Estonia.
Năm 1985, ông đứng ra thành lập tổ chức AKRAK với mục đích thu thập các báo cáo về các hiện tượng môi trường dị thường.
Volke tốt nghiệp Trường Tallinn Số 21 vào năm 1968, và Đại học Công nghệ Tallinn vào năm 1972. Ông làm việc tại sở cứu hỏa Tallinn trong khoảng năm 1970–2000, và từ năm 2000 làm việc tại Thư viện Quốc gia Estonia với tư cách là chuyên gia an toàn lao động. Ông đã kết hôn và có ba đứa con.

## Tác phẩm
- Volke, Igor (1991). UFO-raamat. Perioodika. tr. 95. ISBN 9785797904045.
- Volke, Igor (1998). Ufopäevikud. BNS Kirjastus. tr. 301. ISBN 9789985883099.[7]

Cuốn sách Ufopäevikud (Nhật ký UFO) bao gồm hầu hết các báo cáo về UFO từ khắp nơi trên thế giới, bắt đầu từ những năm 1940, với các phần đặc biệt ở cuối sách dành riêng cho các báo cáo từ Estonia và Phần Lan.